# 薩福克 (維吉尼亞州)
薩福克（英語：Suffolk）是美國維吉尼亞州東南部漢普頓錨地的一個獨立城市，是該州面積最大的城市，全國第十一大。面積1,111.3平方公里。根據美國2000年人口普查，共有人口63,677人。
成立於1974年，由楠西蒙德和上諾福克縣合併而成。城名來自英國的薩福克郡。

## 姐妹城市
- 義大利 奧德爾佐[2]